# Хом'як звичайний
Хом'як звичайний (Cricetus cricetus L.) — вид гризунів із родини Хом'якові (Cricetidae). Єдиний сучасний вид свого роду.
Походить з Європи. Найбільший представник підродини хом'яків: довжина тіла 15—34 см, вага до 600 г.

## Морфологічна характеристика
Хом'яки мають компактну статуру, вкриті червонувато-коричневим чи сірувато-коричневим хутром на бічних і спинних сторонах. Їхні морди, губи, горло, щоки та лапи білі, а черевна поверхня чорна. Очі темні. Вуса на мордочці прямі й жорсткі, з обох боків містять до 30 коричневих чи білих волосків. Вуха мають середню довжину від 23 до 32 мм. Зубна формула: 1/1, 0/0, 0/0, 3/3. Підошви передніх лап мають п'ять подушечок, а задні значно довші й мають шість подушечок. Хвости короткі, довжиною від 3 до 6 см, з волосками коротшими, ніж на решті тіла. Самці мають середню масу 451 г, а самиці – 359 г. Дорослі самці мають середню довжину 241 мм, а самиці — приблизно 237 мм.

## Ареал виду та його поширення в Україні
Степові та лісостепові області Європи, Західного Сибіру, Казахстану, на схід до Єнісею. Висотний діапазон: 0–650 м нрм. В Україні в середині XX ст. був поширений повсюдно за винятком високогір'я. Зараз в континентальній Україні трапляється спорадично, на більший частині АР Крим звичайний вид.

## Чисельність, промисел, охорона
Живе в норах, живиться збіжжям і тому може бути шкідливим для сільського господарства.
Нечисленний хутровий звір. З 2009 року вид включено до Червоної книги України з категорією «Неоцінений».